# Sky Music
Sky Music，香港唱片店，位于旺角信和中心，由Patrick Choi及其友人合資於1990年前后創立，主營中文新唱片，進入2010年代韓國唱片及周邊商品則成為主要收入來源。除了實體店銷售，Sky Music亦開發了流動應用程式提供網上訂購。Sky Music的唱片銷量長期受到關注，除了構成本店自設的「天空銷量榜」，也是媒體統計「信和指數」的數據來源。Sky Music的店門門框上擁有開店以來歷代歌手的親筆簽名，是店面的一大特色。

## 背景
Sky Music的創辦人之一「阿威」Patrick Choi在開店前是信和中心唱片店的常客，畢業後每星期都逛三、四次，因為1980、90年代香港唱片業興旺，信和中心唱片店集中，二手唱片舖達二十多間，新唱片舖亦有十多間，每間唱片舖的內容都很不一樣，是一個可以讓唱片愛好者留連全天的地方。阿威在畢業後進入香港華納唱片負責初模工作，期間認識了幾個志同道合、常同在信和中心留連的同事，認為信和中心的人不錯，顧客群也比較合適，於是在1990年前后合資創辦了Sky Music。

## 历史
Sky Music創辦之時主力銷售中文新碟，同時兼售二手唱片，屬行內少有。1990年代當紅歌手唱片首批進貨可達4、5千張，其后每次補貨50至100張，補貨量逐次減少。1990年代香港歌手鄭秀文、楊千嬅、陳奕迅等的很多唱片都在Sky Music售出過千張。香港歌手張國榮1995年復出國語專輯《寵愛》首周售出5、6千張。1995至1997年，唱片盜版情況越來越嚴重，導致Sky Music一類唱片店沒落，1997年更有一家盜版唱片店選在Sky Music隔壁開張。后來隨著網絡下載音樂逐漸流行，盜版唱片店率先消失，Sky Music等正版唱片店則維持「苟延殘喘」。2014年，佔中運動在信和中心所在的彌敦道發生，對Sky Music生意造成「不輕微」的影響。2010年代中期，Sky Music的收入主要依靠韓國當紅明星，除了唱片還包括為顧客訂購他們的雜志、畫冊、周邊產品等。陳奕迅的2018年專輯《L.O.V.E.》11個月內售出500余張，韓國男子組合Super Junior的2019年專輯《Time_Slip》1個月內售出600余張，韓國女歌手太妍的2019年專輯《Purpose》不到兩周內售出1000余張。2019年，韓國唱片及周邊商品佔Sky Music逾半收入，廣東碟佔另外一半。2020年疫情下各類專輯銷量均下跌，獨Hi-Fi碟銷情較穩定，总体生意額較2019年减少一半。2021年，Sky Music的唱片销售量「剛好維持不過不失」。
Sky Music與信和中心其它唱片店既非惡性競爭，亦非團結合作，而是「各自為政」的關係。信和唱片店之間一度在價格上競爭，只求薄利多銷﹔後來唱片業整體生意額下滑，唱片店之間方才作出協調，不再在價錢上競爭而是力求商品種類差異化。

## 特色
Sky Music每周根據本店唱片銷量總結出「天空銷量榜」，被用以衡量唱片在香港的銷情。Sky Music的唱片銷量一度是多份雜誌每個星期電話詢問的對象，總結出的「信和指數」是像流行榜一般反映歌手當紅程度的指標。
Sky Music除了銷售唱片，亦銷售顧客要求的所有音樂相關產品，包括演唱會手燈、卡牌、拼圖等。為了簡化購買唱片過程，Sky Music開發了提供新碟通知、接受多種網上支付平台付款的流動應用程式，是作為唱片店開發流動應用程式的先行者之一。Sky Music不時與唱片公司的市場營銷及推廣部門分享第一手市場情況，而歌手推出唱片時亦有巡鋪、簽名留念、贈送禮品、在社交媒體代為宣傳等。
Sky Music店門門框收集了從開店以來歷代來訪歌手們留下的親筆簽名，包括周慧敏、阿Sa、阿嬌、張敬軒、關智斌、方皓玟、林家謙等等，見證香港樂壇發展，是店面最搶眼的位置。

## 外部鏈接
- Sky Music店鋪網址 （页面存档备份，存于）
- Sky Music的Facebook專頁
- Sky Music的Instagram帳戶
- Sky Music的新浪微博
- Sky Music的X（前Twitter）
- Sky Music的MeWe專頁